# St. Martin (Minnesota)
St. Martin è un comune degli Stati Uniti d'America, situato nello Stato del Minnesota, nella Contea di Stearns.